# Ha*Ash
Ha*Ash je americká popová hudební skupina založená v roce 2002. Členy skupiny jsou sestry Ashley Grace Pérez Mosa (* 27. leden 1987) a Hanna Nicole Pérez (* 30. červenec 1985).
Obě se narodily v Lake Charles, Louisiana. Mezi jejich největší hity patří Perdón, perdón z roku 2014, který získal v Mexiku tři platinové a jednu zlatou desku a hit z roku 2015 Lo aprendí de ti, který se v Itálii umístil na 1 místě. Jejich nejnovějším singlem z roku 2019 je ¿Qué me faltó?"

## Diskografie

### Studiová alba
- 2003: Ha-Ash
- 2005: Mundos Opuestos
- 2008: Habitación Doble
- 2011: A Tiempo
- 2017: 30 de febrero

### Live albums
- 2014: Primera Fila: Hecho Realidad
- 2019: Ha-Ash "En Vivo"

### Singly
- 2003: Odio amarte
- 2003: Estés en donde estés
- 2004: Te quedaste
- 2004: Soy mujer
- 2004: Si pruebas una vez
- 2005: Amor a medias
- 2005: Tu mirada en mi
- 2006: Me entrego a ti
- 2006: ¿Qué hago yo?
- 2008: No te quiero nada
- 2008: Lo que yo sé de ti
- 2009: Tu y yo volvemos al amor
- 2011: Impermeable
- 2011: Te dejo en libertad
- 2012: ¿De dónde sacas eso?
- 2012: Todo no fue suficiente
- 2014: Perdón, perdón
- 2015: Lo aprendi de ti
- 2015: Ex de verdad
- 2015: No te quiero nada ft Axel
- 2015: Dos copas de más
- 2016: Sé que te vas
- 2017: 100 años ft Prince Royce
- 2018: No pasa nada
- 2018: Eso no va a suceder
- 2019: ¿Qué me faltó?